# 基什豪尔沙尼
基什豪尔沙尼，是匈牙利巴兰尼亚州所辖的一个村。总面积12.93平方公里，总人口563，人口密度43.5人/平方公里（2011年1月1日）。